# Tali gård

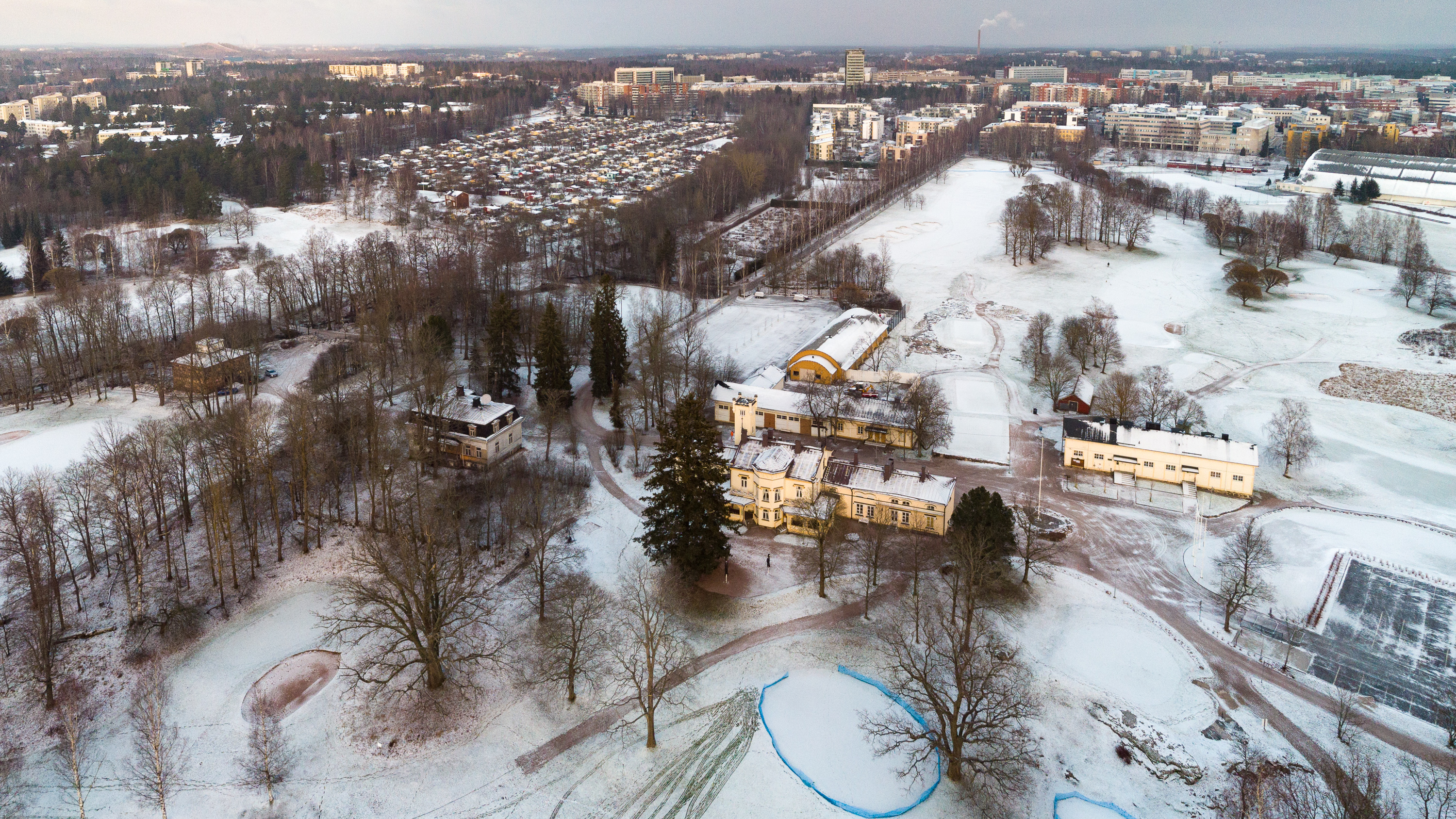
Tali gård, 2019

Tali gård är en herrgård i stadsdelen Tali i Sockenbacka i Helsingfors. Herrgårdens historia går tillbaka till 1600-talet. Den nuvarande huvudbyggnaden i empirstil byggdes på 1820-talet, då även den omgivande engelska parken färdigställdes. På gården finns också förvaltarbostaden, ett sädesmagasin i sten från 1795 och andra gårdsbyggnader. I dag inrymmer herrgården Tali golfbana och huvudbyggnaden fungerar som klubbhus och restaurang för Helsingfors golfklubb. Talis park är kulturhistoriskt värdefull.
På herrgårdens gård växer Helsingfors tjockaste träd, en skyddad ek med en omkrets på över sex meter.
En del av det gamla parkområdet på Tali gård har utvecklats till Strömbergsparken.

## Historik
Tali by gränsade i norr till Kånala by, i söder till Munksnäs gård och i öster till byn Lillhoplax. Till byn Tali hörde arvegodsen Lassas, Martas och Reimars, som gett namn åt nuvarande stadsdelarna Lassas, Martas och Reimars, samt området för herrgården Tali, som Gustav II Adolf 1614 förlänade till sin balttyske understallmästare Gerd von Schütz (omkring 1551–1611). Drottning Kristina upphävde förläningen och skänkte 1650 Tali gård till Helsingfors stad.
Gården Martas ägdes 1683–1693 av Henrik Bertilsson och av köpmännen Hans och Peter Sund 1728–1735. Herrgården bildades på 1770-talet, när krigskommissarie Gabriel Nyberg (1738–1797) slog samman Jönsas, Reimars och Martis. Herrgården ägdes inom släkten Nyberg i mer än nittio år. Under denna period lades grunden till Tali herrgårdsträdgård. Åren 1775–1826 ägdes Martas och Lassas av kammarrådman Fredrik Lorenz Nyberg, 1831–1836 av dottern Louise Nyberg Rotkirch (1814–1891) och 1837–1870 av den förras man, lantbruksrådgivaren Evert Karl Axel Rotkirch (1805–1874).
Den första herrgårdsbyggnaden låg på platsen för den nuvarande förvaltarbostaden. Entrén ledde från norr direkt mot huvudbyggnaden, som slutade i en rektangulär innergård. Omedelbart bakom herrgårdsbyggnaden, på den södra sidan mot havet, fanns en kryddträdgård indelad i åtta symmetriska kvarter. Bakom herrgården fortsatte vägen i en rak linje hela vägen till havet och slutade vid piren. Rader av träd växte på båda sidor om vägen. På stranden fanns en trädgård byggd i andan av en engelsk park med lusthus. Bland annat planterades grupper av granar i trädgården, vars syfte var att skapa en melankolisk atmosfär. Den nya huvudbyggnaden byggdes i början av 1800-talet och byggdes ut i slutet av 1800-talet.
Åren 1871–1930 ägdes Tali herrgård av översten och hovmästaren Axel Leonard Ramsay (1841–1896) som tillhörde familjen Ramsay, och hans två söner, Constantin Johan Edvard Axel Ramsay (1868–1939) och Axel Eberhard Ramsay (1870–1918). År 1930 övergick herrgården och byggnaderna i Helsingfors stads ägo från Axel Eberhard Ramsays dödsbo. År 1932 arrenderades huvudbyggnaden och åkrarna ut till Helsingfors golfklubb, som grundade Finlands första golfbana i området.
År 1941, efter vinterkriget, anlades en krigsinvalidby av Finlands Röda Kors på fälten på Tali herrgård, intill Reimars småhusområde. En andra invalidby stod färdig 1943.